# Sauli Väisänen
Sauli Väisänen né le 5 juin 1994 à Helsinki en Finlande, est un footballeur finlandais. Il joue au poste de défenseur central au FC Ilves.

## Biographie

### En club
Passé par le HJK Helsinki dans les équipes de jeunes, Sauli Väisänen rejoint le Pallohonka en 2010 et c'est avec ce club qu'il fait ses débuts, en troisième division finlandaise, en 2013. Il s'engage ensuite avec le FC Honka cette même année, et découvre la première division finlandaise.
Le 25 juillet 2014, il rejoint la Suède en s'engageant avec le club de l'AIK Solna.
Sauli Väisänen est prêté pour la saison 2018-2019 au FC Crotone, en Serie B.
Le 24 août 2019, Sauli Väisänen rejoint le Chievo Vérone.

### En équipe nationale
Avec les moins de 20 ans, il inscrit un but lors d'un match amical face à l'équipe de Suède, le 12 octobre 2014. Malgré tout, son équipe s'incline 4-1.
Avec les espoirs, il inscrit un but contre la modeste équipe de Saint-Marin, le 9 septembre 2014. Ce match gagné sur le large score de 5-0 rentre dans le cadre des éliminatoires de l'Euro espoirs 2015. A huit reprises, il officie comme capitaine des espoirs.
Sauli Väisänen honore sa première sélection avec l'équipe de Finlande le 6 octobre 2016, face à l'Islande. Ce jour-là, il est titulaire en défense centrale, et son équipe s'incline par trois buts à deux.

### Vie personnelle
Sauli Väisänen est le grand frère de Leo Väisänen, lui aussi footballeur international finlandais. Leur père Antti Väisänen est producteur et leur mère Anna-Liisa Tilus est une ancienne Miss Finlande.